# Hinksey Stream
Der Hinksey Stream ist ein Nebenarm der Themse im Westen von Oxford, England. Der Flussarm beginnt als Seacourt Stream (auch bekannt als Wytham Stream), an einer Bifurkation nördlich des Ortes Wytham und vereinigt sich mit dem Hauptfluss wieder nahe Kennington.

## Lauf

### Seacourt Stream
Von der Teilung fließt der Seacourt Stream in südlicher Richtung vorbei an Wytham und unter der A34 Oxford Ring Road. Nahe dem Platz des nicht mehr existierenden Ortes Seacourt zweigt der Botley Stream vom Seacourt Stream ab und mündet nach 0,8 km in den Bulstake Stream. (51° 45′ 30″ N, 1° 17′ 17″ W) Der Seacourt Stream fließt weiter unter der Botley Road durch und mündet in den Bulstake Stream bei North Hinksey.
Der Seacourt Stream ist 12,7 km lang.

### Hinksey Stream
Der Hinksey Stream teilt sich vom Seacourt Stream kurz vor dessen Mündung in den Bulstake Stream. Er fließt zwischen South Hinksey im Westen und New Hinksey im Osten. Er fließt unter der Oxford Ring Road nahe der Anschlussstelle der Abingdon Road (A4144). Kurz darauf mündet der Weirs Mill Stream in ihn. Der Hinksey Stream mündet in die Themse knapp flussaufwärts der Kennington Railway Bridge. Der Themsepfad überquert den Hinksey Stream mit einer Fußgängerbrücke an dieser Stelle.
Von der Ferry Hinksey Road verkehrte eine Fähre nach North Hinksey, das auch als Ferry Hinksey bekannt war. Der Fährbetrieb wurde 1928 eingestellt und durch eine Brücke ersetzt.
Der Hinksey Stream ist 4,2 km lang.

## Der Fluss als Grenze
In angelsächsischer Zeit war der Seacourt Stream die Grenze zwischen Mercia und Wessex. Bis 1974 war er die Grenze zwischen Berkshire und Oxfordshire an dieser Stelle. Im 16. Jahrhundert war er auch als Shire Lake bekannt.
Flussabwärts von North Hinksey war die Grenze zwischen Berkshire und Oxfordshire der Hogacre Stream (oder Hogacre Ditch) (51° 44′ 37″ N, 1° 16′ 30″ W), ein Nebenarm des Bulstake Stream der parallel zum Hinksey Stream verläuft und nach 1,9 km in ihn mündet. Zwischen 1889 (als Grandpont
und New Hinksey zu Oxfordshire kamen) und 1974 war der Hinksey Stream die Grenze südlich des Zusammenflusses mit dem Hogacre Stream.